# ヴァルナ・サンカラ
ヴァルナ・サンカラ (वर्णसंकर, Varṇa-saṃkara)とは、インド社会における4ヴァルナ（バラモン、クシャトリヤ、ヴァイシャ、シュードラの四種姓）以外の範疇のひとつで、各ヴァルナ相互の婚姻による混交のことを意味している。

## 概要
各ヴァルナに属する人に対しては、同一のヴァルナから配偶者を得ることが義務づけられており、ヴァルナ間の混血は忌避されるべきものとされている。19世紀をとおして、ヨーロッパ人とインド人との混血コミュニティが「半カースト」と蔑称されたのも、こうした観念の延長線上にあった。なお、上位ヴァルナの男性が下位ヴァルナの女性と結婚するアヌローマ（anuloma、順毛婚）は大目にみられるのに対し、逆のプラティローマ（pratiloma、逆毛婚）は避けるべきとされる。

## 4ヴァルナ以外の範疇
- ヴァルナ・サンカラ
- 外国人
- 不可触民——4ヴァルナ以外の範疇には、他に不可触民と呼ばれる人びとの存在がある。英語ではアウトカーストと称されることもあるが、インドの在来の語彙としてはアヴァルナ（ヴァルナに含まれない人）がある[1]。